# الدبلوماسية خلال الحرب الأهلية الأمريكية
شملت الدبلوماسية خلال الحرب الأهلية الأمريكية العلاقات بين الولايات المتحدة والولايات الكونفدرالية المتحدة كلّ على حدة مع القوى العالمية الكُبرى خلال فترة الحرب الأهلية الأمريكية بين الأعوام 1861-1865. منعت الولايات المتحدة الدول الأخرى من الاعتراف بالولايات الكونفدرالية كدولة. كانت الكونفدرالية تأمل بشكل رئيسي من بريطانيا وفرنسا خوض الحرب إلى جانبها لتأمين إمداداتهما من القطن، ولإضعاف خصمها ذي القوة المتزايدة. بقيت جميع الدول رسميّاً على الحياد طوال الحرب، ولم تعترف أيّ دولة بالكونفدرالية رسميّاً.
أقرّت جميع الدول الكبرى أن الكونفدرالية الأمريكية لها حقوق محددة كطرف منظّم مشترِك في الحرب. استغلّت بعض الدول ظرف الحرب الأهلية الأمريكية لصالحها. استعادت إسبانيا سيطرتها على مستعمرة جمهورية الدومينيكان التي خسرتها سابقاً، والتي خسرتها مرة أخرى في العام 1856. أما الحرب الأكثر خطورةً فكانت من جهة فرنسا، تحت حُكم الإمبراطور نابليون الثالث، والتي سعت لتنصيب ماكسيميليان الأول كحاكم دمية على المكسيك، أملاً في وضع حدّ للنفوذ الأمريكي. لهذا السبب، شجعت فرنسا بريطانيا على الانضمام إليها في سياسة الوساطة، مقترحةً فكرة أن تعترف الدولتان بالكونفدرالية. حذّر لينكولن مراراً أن أيّ اعترافٍ بالكونفدرالية سيكون بمثابة إعلان حرب. اعتمدت صناعة النسيج البريطانية على القطن الوارد من الجنوب، وعلى كل حال، فمخزون بريطانيا في ذلك الوقت كان كافياً لإبقاء المطاحن تعمل لمدة عام كامل؛ ولم يكن للصناعيين والعمال ذلك التأثير الذي يُذكر في السياسة البريطانية. انطلاقاً من عِلم بريطانيا المسبق بأن نشوب حرب سيقطع إمداداتها من الأغذية القادمة من أمريكا، وسيُوقِع الفوضى في الأسطول التجاري البريطاني، ويسبّب خسارة مباشرةً لمستعمراتها في كندا، رفضت بريطانيا ذات البحرية الملكية القوية دخول الحرب إلى جانب فرنسا.
يشدّد المؤرخون على أن التحركات الدبلوماسية مِن طرف ولايات الاتحاد أثبتت كفاءتها على وجه العموم، إذ اضطلعَ خبراء الدبلوماسية بتناول عدة أزمات. صحيح أن القادة البريطانيين كانوا يُضمرون بعض التعاطف مع الولايات الكونفدرالية، ولكنهم لم يكونوا على استعداد للمخاطرة بخوض حرب مع ولايات الاتحاد. اتخذت فرنسا موقفاً متعاطفاً أكثر مع الولايات الكونفدرالية، ولكنها كانت تحت تهديد بروسيا ولم تجرؤ على الإتيان بموقف عسكري دون التعاون البريطاني الكامل. في الطرف المقابل، كان دبلوماسيّو ولايات الكونفدرالية غير كفؤين، أو كما عبّر عن ذلك أحد المؤرّخين: «لا يأتي الدبلوماسيون المختارون بسوءٍ سوى بدبلوماسية خرقاء». أدّت بلدان أخرى أدواراً ثانوية. عرضت روسيا تقديم دعمها لولايات الاتحاد، ولكن أهمية هذا العرض مبالغٌ فيها عادةً.

## ولايات الاتحاد
تخلل القصورُ سياسة لينكولن الخارجية في العام 1861، وفشل في حشد دعم الرأي العام في أوروبا. اضطر الدبلوماسيون لتوضيح أن ولايات الاتحاد لم تكن مُزِمعةَ على إنهاء العبودية، بل شددت على لا-دستوريّة انفصال الجنوب. على الجهة المقابلة، كان الناطقون باسم ولايات الكونفدرالية أكثر نجاحاً: فقد أغفلوا ذكر العبودية، وبدلاً منها ركّزوا على نضالهم للحرية، والتزامهم بالتجارة الحرة، والدور البارز الذي يؤديه القطن في الاقتصاد الأوروبي. لم يعبأ غالبية القادة الأوروبيين بالحجج الدستورية والقانونية لمندوبي ولايات الاتحاد، بل واعتبروه نوعاَ من النفاق أن ترفض ولايات الاتحاد منح إحدى مناطقها نفس نوع الاستقلال الذي انتزعوه من بريطانيا العظمى قبل ثمانية عقود. إضافةَ إلى ذلك، نظراً لأن الاتحاد لم يكن ملتزماً بإلغاء العبودية، فقد كافح لإقناع الأوروبيين (وخصوصاً البريطانيين) أن المقارنة من ناحية أخلاقية لا تصحّ بين الثوّار الأمريكيين الذين أسسوا الولايات المتحدة في العام 1776 وبين المتمرّدين الذين أسسوا الولايات الكونفدرالية في العام 1861. والأهم من ذلك كله، فإن الأرستقراطية الأوروبية (التي كانت العامل الرئيسي المهيمن في جميع الدول الكبرى) كانت «مبتهجةً تمام البهجة خلال إعلانها أن الكارثة الأمريكية دليلٌ حيّ على فشل تجربة الحكومات الشعبية. لهذا رحّب قادة الحكومات الأوربيّة بحالة الانقسام في الجمهورية الأمريكية الناشئة».
على مدار عقود، اختلف المؤرخون بشأن الجهة التي أدت الدور الأبرز في صياغة دبلوماسية ولايات الاتحاد. في بدايات القرن العشرين، اعتُبر وزير الخارجية ويليام سيوورد مبغضاً لإنجلترا ومارس تأثيراً كبيراً على رئيس ضعيف. في العام 1945، نال لينكولن التقدير الذي يستحقّ بفضل جيه موناغان الذي أكّد على كفاءة لينكولن خلف الكواليس. ركّزت دراسة واقعيّة جديدة قام بها نورمان فيريس في العام 1976 على برنامج سيوورد، وسلّطت الضوء على دوره القيادي. بينما يُنظر إلى قيادة لينكولن الأخلاقية بتقديرٍ كونه رسّخ معنى الصراع بمفردات الديمقراطية والحرية. أبرزت بعض الدراسات المتخصصة الدور الريادي لكلّ مِن تشارلز سمر رئيس هيئة العلاقات الخارجية في الكونجرس، وتشارلز فرانسيس آدامز مندوب الاتحاد في البلاط البريطاني، سينت جيمس. انكبّ المؤرخون على دراسة فريق واشنطن من الدبلوماسيين المخضرمين، والمموِّلين، والجواسيس المنتشرين في أوروبا.

## إخفاقات الكونفدرالية
لم ينتبه حتى أشدّ مناصري الانفصال تحمّساً إلى أهميّة العلاقات الأوروبية قبل العام 1860. وعلى مدار سنوات عدّة افترضت الكونفدرالية بشكل خاطئ أن «القطن فوق كل اعتبار» –أي أن هذا سيعني الحصول على دعم بريطانيا للكونفدرالية بسبب حاجتها للقطن. لم ترسل الكونفدرالية مندوبين إلى أوروبا لتتحقق من صحّة هذه الفرضية، وسرعان ما علمت أنها كانت على خطأ. يذكر بيتر باريش أن عُزلة الجنوب فكريّاً ثقافياً أثبتت خطرها المدمِّر: «لسنوات عديدة قبل الحرب، راح الجنوب يبني حول نفسه جدراناً ثقافيّةً عازلةَ ليحمي نفسه من خطر المخرّبين والأفكار الهدّامة، وفي اللحظة التاريخية الحاسمة لم يتمكّن أولئك الذين عزلوا أنفسهم خلف هذه الجدران من رؤية ما خلفها وما يوجد خارج نطاقها».
في لحظة نشوب الحرب، علّقت الكونفدرالية آمالها على التدخل العسكري من قِبل بريطانيا العُظمى وفرنسا. وبالنسبة لإستراتيجية القطن الملك، لم يدرك قادة الكونفدرالية أن البريطانيين لم يعتمدوا اعتماداً كليّاً على قطن الجنوب الأمريكي وأن مخزون بريطانيا العظمى من القطن كان يكفيها لعام كامل، بعد أن حصلت على مصادر بديلة للقطن، كان أبرزها الهند ومصر. كما لم تكن بريطانيا العظمى على استعداد لخوض حرب مع ولايات الاتحاد في سبيل شحنات أكثر من القطن، معرّضة بذلك واردات الأغذية من الشمال الأمريكي للخطر. في غضون ذلك، فقدت حكومة الكونفدرالية سيطرتها على السياسة الخارجية عندما قرّر زارعو القطن، ومصنّعوه، ومموّلوه تلقاء أنفسهم أن يفرضوا حظراً على شحنات القطن إلى أوروبا في بداية العام 1861. كان ذلك خطأً جسيماً ذا عواقب مُكلفة حرمت الكونفدرالية من ملايين الدولارات النقدية ستكون في أمسّ الحاجة إليها فيما بعد.

## المملكة المتحدة
اتخذت الحكومة البريطانية القرارات الرئيسية المتعلقة بالحرب والسلام، وأدت دوراً متحفّظاً واضعةً في الحسبان الخطر الذي سيُلحِقه قرار الحرب بالتجارة. كان موقف النخبة في بريطانيا يميل إلى صالح الكونفدرالية، في حين أن المزاج الشعبي كان يميل للتعاطف مع ولايات الاتحاد. خلال فترة الحرب، استمرّت التجارة على نطاقٍ واسع في كِلا الاتجاهين. صدّر الأمريكان شحنات الحبوب إلى بريطانيا بينما صدّر البريطانيون المنتجات المصنّعة والذخائر إلى أمريكا. واستمرّ تيّار الهجرة إلى أمريكا. انخفض الإتجار البريطاني مع الكونفدرالية بنسبة 95%، إذ شهد تصدير أقلّ القليل من القطن إلى بريطانيا، قابله تسرّب بعض الذخائر ناحية الكونفدرالية عبر كاسري الحصار الذين كان معظمهم من البريطانيين العاملين لصالح بريطانيا.
كان رئيس الوزراء لورد باميرستون متعاطفاً مع الكونفدرالية. رغم كونه معارضاً صريحاً للعبودية والإتجار بالعبيد، فقد أضمر باميرستون عداءً استمرّ طيلة حياته للولايات المتحدة، وكان واثقاً من أن حلّ الاتحاد سيضعف الولايات المتحدة، وهو الأمر الذي سيعزّز من قوة بريطانيا، وهكذا فإن الكونفدرالية الجنوبية «ستمثّل سوقاً قيّمة وواسعةً للمصنّعين البريطانيين».